# 腺果藤属
腺果藤属（学名：Pisonia）是紫茉莉科下的一个属，为直立灌木或乔木植物，或为木质藤本植物。该属共有约75种，分布于热带和亚热带地区。

## 下属物种
- 腺果藤 Pisonia aculeata L.
- Pisonia brunoniana